# Visual kei
Il visual kei (ヴィジュアル系?, vijuaru kei, lett. "stile visivo"), è un genere musicale peculiarmente giapponese, sviluppatosi a partire dalla seconda metà degli anni ottanta del XX secolo.
Il nome è composto dalla parola inglese visual ("visivo") e giapponese kei (系, "stile"); la grafia visual key è comunemente diffusa su Internet, ma si tratta di un errore poiché la seconda parola è appunto la giapponese kei e non l'inglese key. L'espressione è stata coniata dalla frase «Psychedelic Violence Crime of Visual Shock», slogan degli X Japan (leggibile anche sulla copertina dell'album BLUE BLOOD), band considerata tra i maggiori esponenti del movimento nonché tra i pionieri e fondatori dello stesso.
Corrente eterogenea e variegata, originariamente si ispira in parte allo stile musicale e d'abbigliamento dei gruppi hair metal come Mötley Crüe, Poison, Europe, Guns N' Roses, e in parte alle correnti new wave e post-punk di matrice europea. Ha raggiunto la sua maturità a partire dagli anni novanta e dagli anni 2000 ha conosciuto un crescente interesse da parte del pubblico internazionale.
Nonostante alle origini il visual kei si presentasse come un vero genere musicale omogeneo e riconoscibile, con il tempo si è esteso e ramificato fino ad assumere la dimensione di una scena musicale a sé stante, molto ampia e caratterizzata fondamentalmente non per il sound, ma per il look. L'aspetto visivo, l'istrionismo delle esibizioni e la celebrazione dell'artista come persona hanno un ruolo centrale e non dispensabile, di pari livello a quello musicale: l'immagine e la musica hanno cioè la stessa importanza al fine di creare un'esperienza di tipo teatrale e congruente con un concept artistico che viene spesso definito dalle singole band.
Il fandom del visual kei è composto principalmente da pubblico femminile, complementare al fandom delle idol principalmente maschile: entrambi hanno un rapporto molto personale con gli artisti che solitamente va al di là della proposta musicale. Le fan donne del visual si definiscono bangyaru (バンギャル? "ragazza della band"), mentre gli uomini bangyao (バンギャ男? "ragazzo della band").

## Storia

### 1980-2000: origini e successo
Il Visual kei emerse nei primi anni del 1980 introdotto da band come X Japan, D'Erlanger, Buck-Tick e COLOR. Il termine Visual kei si pensa derivi da uno degli slogan degli X Japan, ossia "Psychedelic violence crime of visual shock". Ci furono due etichette discografiche, fondate nel 1986, che sono state decisive per aiutare la diffusione del Visual kei: Extasy records a Tokyo e Free-Will a Osaka.
Extasy records venne creato dal batterista e leader degli X Japan Yoshiki e altre band, non limitate solo al Visual kei, che avrebbero continuato ad avere successo sulla scena musicale giapponese, fra cui Zi:Kill, Tokyo Yankees e Ladies Room. I Luna Sea e i Glay, che continuarono a vendere milioni di dischi, Glay in particolare divenne uno dei gruppi musicali di maggior successo in Giappone, ebbero i loro primi album pubblicati da Extasy. Free-Will, che venne fondata dal cantante e leader dei COLOR Dynamite Tommy, ai tempi non era così popolare come Extasy, ma aveva molte band moderatamente di successo, come i By-Sexual e i Kamaitachi. Attualmente Free-Will è ancora forte ed è un importante distributore nella diffusione del Visual kei al di fuori del Giappone, mentre Extasy ha seguito il suo proprietario e ha una sede negli Stati Uniti firmando e producendo artisti americani.
Nel 1992 gli X Japan cercarono di avviare un tentativo di entrare nel mercato americano anche firmando con Atlantis Record per un album negli Stati Uniti ma questo alla fine non è successo. Alla fine del 1980 e fino alla metà degli anni 1990, il Visual kei ha ottenuto una crescente popolarità in tutto il Giappone, quando le vendite di album di band Visual kei cominciarono a raggiungere numeri da record. Le band più importanti che raggiunsero successo in questo periodo furono: gli X Japan, i Luna Sea e i Buck-Tick tuttavia anche un drastico cambiamento nel loro aspetto accompagnò il loro successo. Durante lo stesso periodo altre band come i Kuroyume, i Malice Mizer e Penicillin ottennero un successo mainstream anche se non avevano un successo commerciale. Verso la fine degli anni 1990 la popolarità mainstream del Visual kei era in declino; gli X Japan si sciolsero nel 1997 e un anno dopo il loro chitarrista Hide morì e nel 2000 pure i Luna Sea decisero di sciogliersi. Nel 1998 Steve McClure di Billboard commentò che "la morte di Hide in un certo senso segna la fine di un'era, gli X sono stati la prima generazione di band Visual kei ma le novità li hanno portati fuori. Per la prossima generazione di band è come: Questo è tutto. La torcia è passata a noi".

### 2000-presente
Notevoli band visual kei più recenti includono: Dir en Grey, Alice Nine, The Gazette e D'espairsRay che hanno tutte suonato all'estero. Alcuni veterani delle band si sono stabiliti in nuovi gruppi, come Mana dei Malice Mizer con il suo gruppo Moi dix Mois e tre membri dei Pierrot che formano gli Angelo. Nel 2007 il visual kei è stato rivitalizzato dai Luna Sea con una performance e gli X Japan ufficialmente si riunirono in un nuovo singolo e tour mondiale. Con questi sviluppi, le band visual kei godono di una spinta in sensibilizzazione del pubblico, con le band che formatasi nel 2004 vengono descritte da alcuni media come "neo-visual kei".

## Stile

### Musica
A livello musicale il visual kei non ha nessuna caratterizzazione specifica, bensì possiede una eterogeneità di stili imparagonabile a qualunque altro genere, pur restando sempre nell'ambito del rock; è per questo verso associabile allo shibuya kei, un altro stile giapponese (legato però all'ambito del pop) noto per gli esiti molto variegati che raggiungono i suoi esponenti. I gruppi visual kei spaziano enormemente dall'heavy metal al pop rock senza trascurare molti influssi come il grunge, il dark, l'hard rock, il glam, il punk e l'elettronica, e non sono inusuali i riferimenti alla musica classica; viene inoltre spesso ricercata la fusione di più tipologie (anche opposte) per creare un effetto spiazzante e teatrale.

### Look

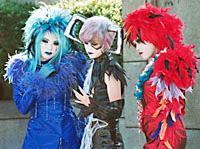
Tre cosplayer nei panni dei MALICE MIZER

I gruppi musicali visual kei si distinguono per la grande teatralità ed attenzione all'aspetto visivo e scenografico: costumi, scenografie, pose, trucco e comportamento sono curati con enorme attenzione, mostrati sulle riviste di settore tramite servizi fotografici e continuamente rinnovati cercando di seguire, per ogni artista, un filo logico conduttore che è solitamente una frase-chiave o un concept artistico, ben dichiarato dalla band ed influente sia sul lato visivo sia su quello musicale. Il grande impegno profuso nella cura dell'immagine non deve però far pensare che il visual kei si concentri solo su questo: lo scopo degli artisti visual non è solo funzionare a livello di immagine, ma saper creare un'alchimia equamente bilanciata fra immagine e musica, cercando di proporre all'ascoltatore un prodotto artisticamente completo.

## Le correnti
Esattamente come per la musica, anche l'aspetto dei musicisti visual kei possiede una enorme varietà d'espressioni ed influenze. I look vanno dall'uso di pelle e latex, usati in maniera provocante ed abbinati a trucco forte e capelli decolorati e tinti in maniera innaturale, fino al più innocuo degli abbigliamenti, con semplici t-shirt colorate e scarso o nessun uso di cosmetici, passando per tutti i gradi intermedi: l'unica discriminante sta nella coerenza con la musica proposta, cioè sempre nel rispetto del concept artistico. All'interno del visual kei esistono varie sottocorrenti divise per stile e relativa proposta musicale, le più importanti delle quali sono:
- kote kei (コテ系?), o kotekote (コテコテ?): ovvero il visual kei old-school, sviluppatosi principalmente nella seconda metà degli anni novanta. Rappresenta il grado più estremo e oscuro del look[9], con ricercato effetto-shock sul fruitore attraverso l'uso di colori forti, abbigliamento molto scenografico e vicino al gusto BDSM, ampio uso di trucco ed effetti scenici teatrali come l'uso di sangue finto o altri ritrovati. Generalmente caratterizzato da una peculiare mistura di post-punk e metal estremo ereditata dai Kuroyume e aggiornata dai gruppi dell'etichetta Matina.
  - tanbi ha (耽美派? "scuola estetica"): sottocorrente caratterizzata da musica più melodica e dalle influenze classiche più marcate, nonché dagli abiti sfarzosi e barocchi. Originata dalla metà degli anni novanta con gruppi come MALICE MIZER e LAREINE.
  - shiro (白? "bianco"): lato più soft e melodico dell'old-school, contrapposto al kuro (黒? "nero") dei gruppi kote-kei tradizionali. Vede tra gli esempi più caratteristici gruppi come i ROUAGE o i BAISER.
- oshare kei[10] (お洒落系?): è la versione più fresca e gioiosa del visual kei, che porta infatti il nome di oshare ("alla moda") e si caratterizza per l'abbigliamento giovanile, spesso street fashion, dominato dalla profusione di colori e dall'uso di un gran numero di accessori e dettagli[11]. Concentrata prevalentemente sul look, è la corrente più mainstream del visual kei ed è generalmente molto vicina al pop-rock. Fra i rappresentanti più famosi gli AN CAFE e LM.C.
- kote-osa (コテオサ?): termine che fonde kote kei e oshare kei. È caratterizzato dal look giovanile in stile oshare kei e da un tipo di musica che va dal pop-rock mainstream a un sound leggermente più aggressivo in stile kote kei. Dalla metà degli anni 2000 è emersa come la corrente di maggior successo in Giappone, grazie alla popolarità di band come Alice Nine e Nightmare.
- Nagoya kei (名古屋系?): stile tendente al dark, con musicisti vestiti in completi neri o in costumi tetri (non macabri), ma comunque semplici. Il trucco è presente benché semplificato, e la tavolozza dei colori è molto ridotta e con tonalità vicine al nero[12]. Il nome palesa la provenienza di questo stile dalla città di Nagoya, ma la sua diffusione in tutto il Giappone ha generato altre diciture come ankoku (暗黒? "oscurità") o kurofuku (黒服? "abiti neri").
- angura kei (アングラ系?): la parola angura viene dall'inglese underground e si usa per band dallo stile particolarmente bizzarro, spesso parodico verso la società e caratterizzato dall'uso irriverente e provocatorio di icone sociali o da abbigliamento irrispettoso verso le istituzioni statali[13]. Spesso viene considerata una corrente esterna al visual kei, benché vi sia comunque correlata dalla teatralità delle esibizioni, spesso delle vere e proprie messe in scena. A volte definito chikashitsu (地下室? altra dicitura per "underground") o anche shironuri (白塗り? "pittura bianca") per l'utilizzo di uno spesso strato di trucco bianco in volto proveniente dalla tradizione giapponese del kabuki.

Oltre a queste categorie ne esistono molte altre, né è detto che una band visual rientri necessariamente in una categoria: la varietà di possibilità è molto ampia e la contaminazione è ricercata.

### I ruoli

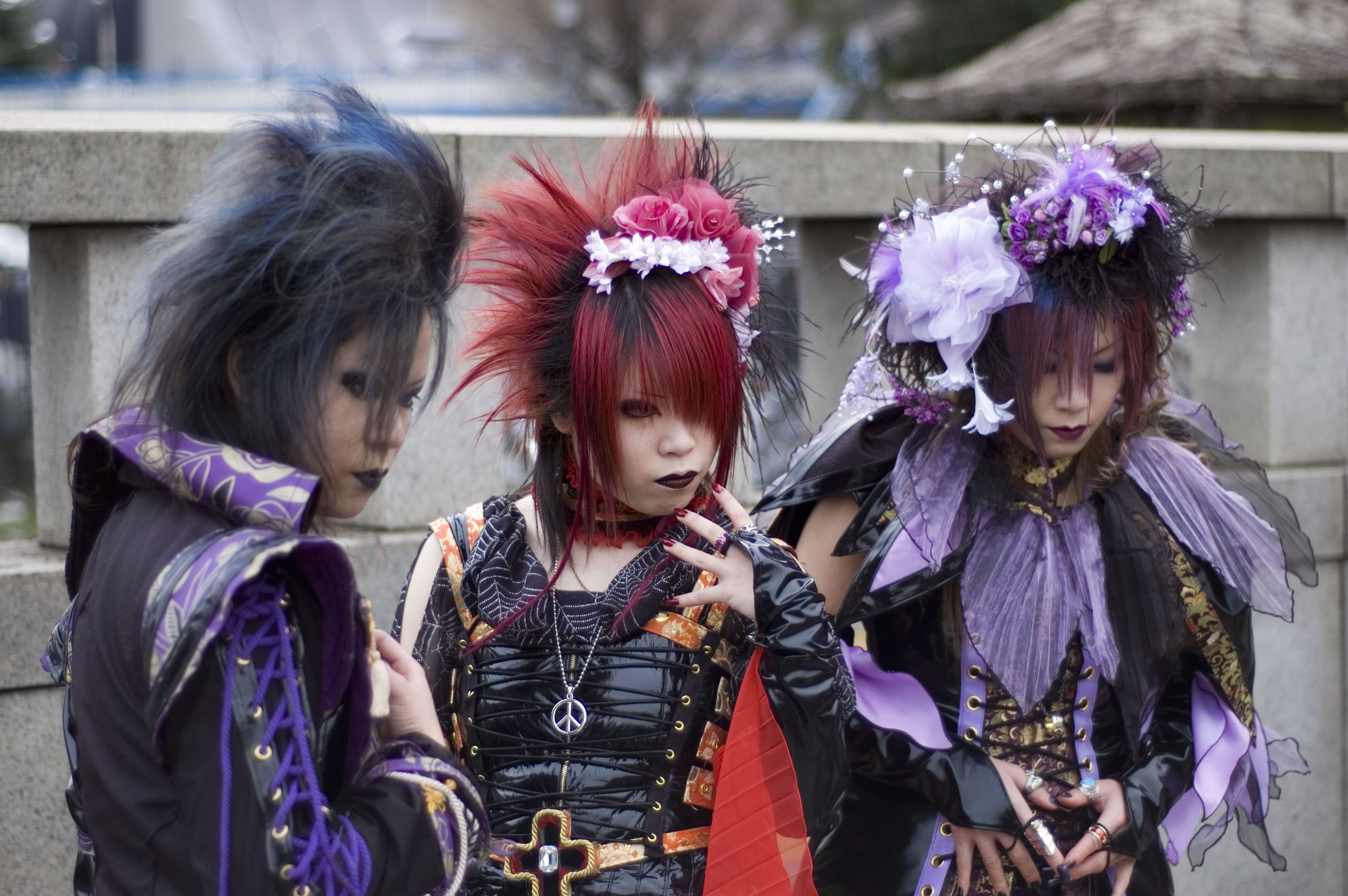
Tre cosplayer interpretano i Phantasmagoria ad Harajuku.

Trasversale a tutti gli stili è presente la tendenza a dare dei ruoli ai componenti dei gruppi: viene sempre definito un leader (solitamente il membro fondatore e non necessariamente il frontman) e ogni musicista tende ad assumere caratteristiche peculiari dal punto di vista visivo o caratteriale. Più raramente i musicisti si attribuiscono dei personaggi di tipo teatrale, per cui ci sarà il protagonista/eroe, la fanciulla/principessa, l'antagonista, l'aiutante, eccetera. Questo modo di vedere le band non crea gerarchie interne, ma, anzi, unisce ancora di più i musicisti agli occhi dei fan, che vedono nel gruppo musicale il cast di una storia che viene messa in scena nei dischi e nelle esibizioni dal vivo.
I ruoli sono particolarmente evidenti in alcune band che lavorano molto sulla costruzione dei personaggi: ad esempio i Da'vid shito:aL si basavano sul concept kanaderu otogi (カナデルオトギ? "fiabe in musica") e nei concerti dal vivo il cantante/protagonista Pietro "apriva" il suo baule dei giocattoli da cui uscivano le sue bambole (gli altri musicisti Misa, Eruze, Rietto e Kyon) con cui poi giocava (suonava le canzoni i cui testi sono storie fiabesche), arrivando addirittura alla creazione di Kuro Pie, una nemesi malvagia del cantante (sempre lui, ma in altri panni) e trasformando quindi i live in vere e proprie performance recitate, cantate e ballate che coinvolgevano anche il pubblico. Alla stessa maniera, gli Idenshi kumikae kodomokai mettevano in scena dei semi-musical recitati in cui le canzoni erano parte della storia e la narrazione avveniva attraverso i canoni e gli stereotipi dei mass media popolari giapponesi come manga, anime e videogiochi fino all'uso di colonne sonore esistenti (come ad esempio quella de Le situazioni di Lui & Lei).
Altri esempi noti sono i LAREINE, che interpretavano i personaggi delle loro canzoni accompagnando spesso le loro uscite con libretti esplicativi e racconti in prosa, o i successivi Versailles (il cui cantante è KAMIJO, lo stesso dei LAREINE attualmente in pausa) che portano avanti questa tradizione e, tenendo fede al loro nome, vestono sempre abiti di gusto rococò ispirati alla moda del XVIII secolo (esemplare il chitarrista HIZAKI). Anche altri gruppi non così inseriti nel gioco delle parti hanno comunque almeno un componente più "virile" ed uno più "femmineo": ad esempio nei Vidoll questi erano rispettivamente Jui e Rame, negli AN CAFE sono Miku e Bou (non più nella band), eccetera. Anche questa regola non è fissa: non è detto che ci sia il ruolo femminile (detto "principessa" (姫, hime), come veniva indicato Kaya degli Schwarz Stein), le variazioni sono molteplici e tutte valide.
Uno degli elementi più caratterizzanti del visual kei è la presenza esclusiva di musicisti uomini (rarissimi i casi di musiciste donne e meno ancora di band tutte al femminile, come le exist†trace) seguiti da un pubblico quasi esclusivamente femminile. In questo contesto di tipo fortemente teatrale, è evidente come il physique du rôle rivesta una certa importanza. L'androginia tipica di alcuni musicisti visual kei trae le sue radici nella cultura giapponese: nello storico e raffinato teatro Nō gli uomini recitano anche i ruoli femminili, costruendo dei canoni di bellezza virili che esaltavano la figura della donna come riferimento unico di bellezza anche per il sesso maschile, diversamente dai canoni estetici occidentali figli della cultura greco-romana.

## Media
Essendo un genere musicale grandemente basato sull'impatto visivo e teatrale, i media legati al visual kei sono molto elevati per quantità e qualità. Spesso si ritrova in queste pubblicazioni un'esaltazione della figura fisica del musicista più ancora che della sua musica.

### Dischi
Ogni prodotto discografico messo in commercio dagli artisti è sempre estremamente curato nella sua veste editoriale, e spesso è pubblicato in più edizioni differenziate per grafica, contenuto (tracklist, bonus track, b-side, eccetera), materiali bonus (DVD extra, poster, gadget, eccetera) ed altri aspetti ancora, tutte distribuite nei negozi in contemporanea (e non successivamente l'una all'altra come accade in Occidente). Soprattutto a partire dal XXI secolo, quasi ogni disco (singolo, EP o album che sia) viene stampato in molteplici edizioni, solitamente una normale ed altre speciali ognuna con un loro distinto omake (御負け? "extra"): bonus track, brani esclusivi composti dai singoli componenti, DVD con videoclip, making-of o esibizioni live, poster, libri fotografici, cartoline promozionali, persino profumi ed altro ancora. Questa enorme moltiplicazione delle uscite (ad ogni titolo possono corrispondere dalle due alle sette edizioni diverse) genera un doppio effetto: da un lato consente al fan di scegliere la versione che preferisce e fidelizza nei confronti dell'artista, e dall'altro ha un enorme rientro economico dato dal fatto che i fan più affezionati tendono ad acquistare tutte le versioni disponibili di ogni titolo. Il marketing strategico e virale ha raggiunto in alcuni casi risultati del tutto inediti: per esempio, nel 1997 e nel 2002 i MALICE MIZER hanno realizzato due film muti recitati dai membri della band per promuovere due singoli, rispettivamente Verte aile (una storia romantica ad ambientazione francese) per Bel Air ~Kūhaku no shunkan no naka de~ e Bara no konrei (rielaborazione del Dracula di Bram Stoker) per Mayonaka ni kawashita yakusoku. Analogamente hanno fatto nel 2009 i Versailles per la promozione del singolo ASCENDEAD MASTER realizzando un omonimo cortometraggio che vede impegnati come attori i componenti della band; sperimentando una innovativa strategia di marketing, il cortometraggio è stato spezzato in tre parti, ognuna delle quali è stata inserita come bonus in una diversa edizione del singolo: questo vuol dire che per vedere interamente il film è necessario comprare tutte e tre le edizioni del singolo, ed inoltre la colonna sonora del film, composta da quattro brani, è inoltre anch'essa stessa spezzata nelle quattro edizioni del singolo (le tre speciali più la normale).

### Video
Anche i DVD sono una parte importante del mercato discografico visual kei: non vengono pubblicati solo i grandi concerti svoltisi in arene o stadi, ma anche le esibizioni più modeste, e per i gruppi più importanti da ogni tour viene tratto almeno un DVD (come nel caso dei Vidoll). Frequenti sono anche le raccolte di video musicali e commemorativi in occasione di anniversari o dello scioglimento dei gruppi, o documentari sui tour degli artisti in cui, più che le riprese effettive dei concerti, sono presenti interviste e materiale di backstage.
Poiché il visual kei è un genere che insiste molto sul lato visivo e drammatico, il videoclip riveste un ruolo primario nella diffusione di questa musica. La stragrande maggioranza dei video musicali rappresenta la band o l'artista mentre si esibisce nell'esecuzione della canzone, e la creatività del regista sta nel saper creare dei contesti che esaltino tanto il lato musicale quanto quello visivo. I migliori e più importanti esiti sono stati raggiunti dalla casa di produzione VISUAL TRAP, che a partire dagli anni novanta ha prodotto e realizzato moltissimi videoclip, in Giappone chiamati PV (sigla di "Promotional Video", ovvero videoclip), per i più importanti esponenti del genere. Particolarmente rappresentativi sono i clip dei Dir en grey, che hanno realizzato numerosissimi video (non solo per i singoli, ma anche per intere tracklist di album, e tutti diretti da Hiroyuki Kondō) che sono una testimonianza dell'evoluzione del gusto visual kei dal 1997 ad oggi.

### Riviste
Esistono, inoltre, numerose riviste specializzate sul visual kei come ARENA 37 °C, Cure, FOOL'S MATE, SHOXX, Zy., Neo Genesis ed altre ancora: patinate e di grande formato, presentano numerosi servizi fotografici accompagnate da conversazioni con gli artisti, ma nessuna recensione musicale. Queste riviste tendono soprattutto e prevalentemente ad esaltare la figura dei musicisti più ancora della loro musica, con curatissime sessioni fotografiche e lunghe interviste durante le quali si indaga più l'aspetto personale degli artisti che non la loro musica: sono frequenti domande sui gusti culinari, sui prodotti cosmetici usati, sulla cura dei propri animali domestici ed altro ancora; questi articoli fatti di grandi foto a tutta pagina e curiosità servono allo stesso tempo ad esaltare l'immagine dei musicisti allo status di cult e contemporaneamente a renderli più umani e vicini al pubblico.
Sono altresì molto diffusi i libri fotografici (consuetudine presente in generale in tutta la musica giapponese, per esempio nel mondo delle idol, e non solo nel visual kei) e molte altre pubblicazioni dov'è possibile apprezzare al meglio il trucco, le acconciature ed il vestiario dei musicisti: il look è un aspetto centrale per questo genere musicale.

## Impatto culturale
Per le sue connotazioni spiccatamente extra-musicali, il visual kei è presente in diversi aspetti della cultura giapponese.

### Manga
- 1986 - Mamoru Nagano: The Five Star Stories

In un lontano futuro l'umanità si sposterà dal sistema solare verso un cluster composto da cinque stelle, di cui una mobile; i pianeti vengono colonizzati secondo un sistema di tipo feudale e vi regnano signori in lotta fra loro tramite giganteschi robot (a guisa di armature medievali) comandati da un cavaliere e da un computer biologico in forma di fanciulla chiamato fatima. Nei 13 volumi (in prosecuzione) di The Five Star Stories, Mamoru Nagano narra una saga di proporzioni vastissime e dal respiro epico in cui si muovono centinaia di personaggi che, forniti di nomi bizzarri e di costumi immaginifici, hanno influenzato il gusto del visual kei; ad esempio, Fatima è stato scelto come nome da un gruppo musicale.
- 1989 - Maki Kusumoto: KISS××××

Storia d'amore fra una ragazza e Kanon, il cantante di una band visual kei. Il fumetto è noto per il tono straordinariamente etereo e surreale della narrazione (collocata più nel mondo immaginario della protagonista che non nella vita reale), per la grafica raffinata ed estetizzante dell'autrice e perché ha avuto un'importanza basilare per la nascita dello stile visual kei, presentando personaggi che per pose, atteggiamenti e look ispireranno numerosi band sia a breve sia a lungo termine, come ad esempio il cantante Ryūtarō Arimura dei Plastic Tree.
- 1994 - Rumiko Takahashi: 1 or W, episodio Invito al Takarazuka (宝塚への招待?, Takarazuka he no shōtai)

Masahiko, cantante del gruppo visual kei Willow, viene perseguitato dallo spirito della nonna morta, grande fan degli spettacoli del teatro Takarazuka, finché non riuscirà a rappacificarsi con lei. Invito al Takarazuka è una storia breve realizzata all'inizio degli anni novanta da Rumiko Takahashi, una delle più famose autrici di fumetti giapponesi nonché grande fan del gruppo visual kei SHAZNA, e testimonia la notorietà popolare che il genere aveva raggiunto già allora.
- 1997 - Mayu Shinjō: Strofe d'amore

Aine scrive testi per canzoni, ma non ha nessuno a cui farle cantare finché non incontra Sakuya, vocalist della band Λucifer (Lucifer) con cui intratterrà una tormentata storia d'amore lungo tutta la durata del fumetto. Nonostante sia stata stroncata negativamente dalla critica per l'abitudine dell'autrice ad indugiare continuamente in un fan service (solleticamento del pubblico) erotico del tutto gratuito, Strofe d'amore è un'opera importante nel contesto visual perché il successo del fumetto è stato tale da aver realmente generato il gruppo musicale Λucifer, creato a scopo promozionale per il cartone animato nel 1999 e poi rimasto attivo autonomamente fino al 2003; inoltre, le sigle iniziali e finali dell'anime sono state eseguite da importanti band visual come i GLAY ed i TRANSTIC NERVE.
- 2001 - Satomi Ikezawa: Othello

Yaya è una ragazza timida e discreta che nel week-end sfugge alla monotonia della sua vita scolastica vestendosi da gothic lolita ad Harajuku, dove può discutere con le sue compagne di musica visual e del suo gruppo preferito, i Juliet; Yaya però ignora di avere una doppia personalità e quando batte la testa esce fuori Nana, suo alter ego rampante e sfrontato. Othello è una commedia brillante incentrata sul mondo della musica (Yaya ama il visual, Nana canta in una rock band) che documenta le subculture urbane di Tokyo legate alla variegata scena musicale giapponese. Fra i protagonisti del fumetto c'è Shōhei Shin'yoji, il cantante dei Juliet venerato da Yaya e dipinto con un look simile a quello del famoso cantante e produttore discografico YUKIYA, ovvero completo nero senza camicia che lascia vedere i tatuaggi disegnati su petto e collo.
- 2007 - Gōshō Aoyama: Detective Conan, episodi 591~593 Il diavolo dello studio televisivo (テレビ局の悪魔?, Terebikyoku no akuma)

Il dirigente di un'agenzia artistica viene ucciso negli uffici di un'emittente televisiva: l'unico indiziato è Satan Onizuka, cantante della band Acheronte-III, che viene accusato di aver ucciso la vittima poiché era il suo produttore con cui non intratteneva buoni rapporti. Il musicista è ritratto come un personaggio in cui la vita privata e la vita pubblica sono del tutto distinte e diverse: amante della cucina cinese, degli origami e delle lettere affettuose dei suoi fan fuori dalle scene, è invece sempre accigliato, macabro e pesantemente truccato come un componente dei KISS quando indossa la sua maschera artistica. Il personaggio è chiaramente ispirato a Demon Kogure, vocalist della storica band heavy metal protovisual Seikima-II (il volto bianco con le guance grigie sono tratti distintivi del cantante).

### Anime
- 1999 - Shinichi Watanabe: Excel Saga

Nell'episodio 21, intitolato Visual K (美濡歩K? si scrive diversamente da visual kei, ma si pronuncia nella stessa maniera), compare il personaggio del chitarrista rock Key, che coi suoi discorsi drammatici, modi teatrali e costumino succinto di gusto BDSM è una parodia dei musicisti visual.

### Moda
La complessità visiva dei gruppi visual kei trae le proprie radici da molteplici influenze ed a sua volta ne crea altre. Particolarmente legata alla musica visual è la moda Lolita, soprattutto nella sua componente gothic lolita: la stessa espressione "gothic lolita" è stata coniata dal chitarrista Mana, il quale è anche stilista e creatore dell'etichetta Moi-même-Moitié. La moda gothic lolita propone una ripresa della moda rococò aggiornata al gusto attuale, e quindi liberata degli orpelli costrittivi (corsetto, crinolina, tournure ed altri elementi non confortevoli), ma ancora ricca di dettagli decorativi e frivolezze. Per il suo alto valore scenografico, la moda Lolita viene spesso usata o citata nei look delle band visual, soprattutto dal componente che interpreta il ruolo della "principessa": famose principesse sono Mana dei MALICE MIZER, EMIRU dei LAREINE, Rame dei Vidoll, HIZAKI, Kaya, Karin dei Shinkō shūkyō gakudan NoGoD, MAST degli Aliene Ma'riage, Kei degli Eliphas Levi, Ryōhei dei Megamasso ed altri, che nel loro continuo lavoro sul personaggio forniscono nuovi elementi stilistici ai fan. La moda Lolita non è riservata al solo pubblico femminile: anche band che non hanno una principessa hanno comunque un ruolo in questo stile d'abbigliamento grazie alla figura dell'ōji (王子? "principe"), controparte maschile delle gothic lolita, i cui principali esponenti sono il cantante Ryūtarō Arimura dei Plastic Tree, il bassista YUKKE dei MUCC, il cantante Keiyū dei Kra e il cantante Sasakichi dei kowareya.

### Televisione
Anche il media televisivo è in varie maniere toccato dal visual kei. Uno dei musicisti più importanti del visual anni novanta, il cantante Gackt, è fra i personaggi più noti al grande pubblico: artista di grande successo commerciale, ha partecipato a numerosi film, telefilm, spot pubblicitari nonché alla celebre sfida canora Kōhaku uta gassen, programma tv simile a Canzonissima (trasmesso ogni anno come puntata-evento di lunga durata fra il pomeriggio e la notte dell'ultimo dell'anno) a cui partecipano i cantanti più famosi della nazione. In televisione diversi programmi tv si occupano dei musicisti visual, il più famoso dei quali è stato quello condotto da Noriko Shōji (東海林のり子?), nota come rocking mama per la sua decennale attività di diffusione di questo genere musicale. Dagli anni 2000 il visual ha avuto risonanza anche nella letteratura e nel cinema, come ad esempio nel romanzo di Novala Takemoto Kamikaze Girls. Infine, anche nell'intrattenimento il visual è stato ed è presente in molti cartoni animati che hanno avuto sigle realizzate da musicisti visual, come i BUCK-TICK per xxxHOLiC e Shi ki, gli Angelo per Letter Bee, gli LM.C per Tutor Hitman Reborn!, e molti altri.

## Notorietà internazionale
La popolarità di questo genere al di fuori del Giappone è sempre stata bassa, anche se è in forte aumento dalla fine degli anni novanta. Fino a quel momento l'unico tentativo di lancio (fallito) sul mercato internazionale fu quello degli X JAPAN nel 1992. 
Dagli anni 2000 in poi, il visual ha cominciato a conquistare sempre più pubblico estero, consentendo ai gruppi di partire per tour intercontinentali e risultando d'ispirazione per alcuni gruppi europei come Tokio Hotel, Cinema Bizarre, dARI, FreakOut!, Blind Fool Love, DNR, REVOLUTION, DNA Contradiction, Akado e Seremedy, ed americani come Shocker Stalin, Black Veil Brides e Cositus. Questo fenomeno suscita opinioni discordanti nel fandom del visual kei giapponese con critiche dal punto di vista sia culturale sia musicale.

## Musicisti visual kei
Il visual kei ha fra i suoi rappresentanti quasi esclusivamente gruppi musicali, ma esistono anche cantanti solisti (solitamente provenienti da gruppi). Le più importanti band "storiche" visual kei sono i Kuroyume, i Luna Sea, i Malice Mizer e soprattutto gli X Japan (considerati progenitori del genere): apportando ognuna delle specifiche peculiarità, hanno influenzato enormemente gli artisti loro contemporanei ed a seguire, fino ad oggi. I Dir en grey rappresentano un caso a parte: partiti come importanti artisti visual kei, se ne sono allontanati sempre più giungendo ad un hard rock di respiro internazionale. Al contrario, gruppi meno addentro e solo tangenti alla scena come i Buck-Tick sono stati di grande influenza per lo sviluppo del movimento. Degno di nota è anche il polistrumentista Takuya Tsutsui, noto come Chaos9, che ispirandosi al mondo dell'horror, degli incubi e della depressione creò il progetto black metal Endless Dismal Moan. Il mercato musicale giapponese è nel mondo il secondo, per ampiezza, dopo quello statunitense.